# Sphenomorphus concinnatus
Sphenomorphus concinnatus — вид сцинкоподібних ящірок родини сцинкових (Scincidae). Мешкає на Соломонових островах.

## Поширення і екологія
Sphenomorphus concinnatus мешкають на Соломонових островах, зокрема на Бугенвілі. Вони живуть у вологих тропічних лісах, в садах і на плантаціях, на висоті до 1500 м над рівнем моря.